# Tinthé
Tinthé är en ort i Mexiko.   Den ligger i kommunen Zimapán och delstaten Hidalgo, i den sydöstra delen av landet, 140 km norr om huvudstaden Mexico City. Tinthé ligger 1 887 meter över havet och antalet invånare är 171.
Terrängen runt Tinthé är huvudsakligen kuperad, men österut är den bergig. Runt Tinthé är det ganska glesbefolkat, med 39 invånare per kvadratkilometer. Närmaste större samhälle är Zimapan, 7,9 km norr om Tinthé. Trakten runt Tinthé består i huvudsak av gräsmarker.